# کاترین یکم
کاترین یکم (به انگلیسی: Catherine I، به روسی: Екатерина I Алексеевна) (۱۵ آوریل ۱۶۸۴ – ۱۷ مه ۱۷۲۷) همسر دوم پتر کبیر و نخستین امپراتریس روسیه بود. او در سال ۱۷۱۲ به‌طور رسمی با پتر کبیر ازدواج کرد و قدرتمند‌ترین همسر یک تزار محسوب می‌شد. از آنجایی که پتر وارثی نداشت، کاترین پس از مرگ او در سال ۱۷۲۵ و با پشتیبانی نظامی ژنرال منشیکوف، جانشین او شد به عنوان دومین امپراتوری روسیه تاج‌گذاری کرد. کاترین نخستین امپراتور زن تاریخ روسیه بود و ۲ سال بر امپراتوری روسیه حکومت کرد.

## مارتا ملکه روسیه
پتر کبیر با معیارهای غربی، مرد متمدن و با فرهنگی نبود. سفرهای متعدد او و آشنایی او با فرهنگ و تمدن اروپا خوی وحشی او را تغییر نداد و با همه ترقیاتی که در دوران سلطنت او نصیب روسیه شد، ملت روس از نظر معنوی تغییر زیادی نکرد. یکی از عوامل موفقیت پتر کبیر، به کار گماردن اشخاص لایق و کاردان در رأس امور بود که صادقانه در انجام کارهایی که تزار به آنها محول می‌کرد می‌کوشیدند. با وجود این صمیمی‌ترین و نزدیک‌ترین دوست پتر کبیر، دوست ایام جوانی او، منشیکوف بود. پتر کبیر در هم‌نشینی با او بدمستی‌ها و عیاشی‌های دوره جوانی خود را از سر می‌گرفت.
در یکی از همین شب‌های می‌گساری و بدمستی بود که پتر با خدمتکاری زیبا و لوند به نام مارتا هم‌بستر شد و به قدری از این زن عامی خوشش آمد که روز بعد او را به کاخ سلطنتی برد و با وجود داشتن همسر قانونی، مارتا را به عنوان معشوقه خود در کاخ سلطنتی نگاه داشت. عیاشی‌های پتر و بدرفتاری او با همسر قانونی‌اش، پسرش الکسی را که ولیعهد روسیه بود در مقابل او قرار داد. ولی پتر به خاطر مارتا، الکسی را از ولیعهدی خلع و به زندان افکند و او را زیر شکنجه کشت و مادرش را به صومعه تبعید کرد. مارتا شش دختر از پتر به دنیا آورد که چهارتای آنان در زمان حیات پتر درگذشتند و فقط آنا و الیزابت تا زمان مرگ پدر زنده بودند. پتر پس از طلاق از همسر اول خود، رسماً با مارتا ازدواج کرد و او را با نام کاترین ملقب ساخت. پتر همچنین رسم معمول دربار روسیه را که تعیین فرزند اول تزار به عنوان ولیعهد و جانشین قانونی او بود برهم زد و برگزیدن جانشین را، به خود تزار محول کرد و در سال ۱۷۲۴ ملکه کاترین را ولیعهد روسیه کرد و تاجگذاری کاترین در همان روز انجام شد. بر روی سر کاترین همان روز تاجی بسیار بزرگ و بروی آن ۴۵۰۰ هزار جواهر زیبا و ارزشمند بود و وسط آن یاقوتی به بزرگی تخم مرغ بود و با لباس سلطنتی باشکوهی انجام شد. پس از مرگ پتر، امپراتریس کاترین با نام تزاریس کاترین یکم بر تخت سلطنت نشست و تا زمان مرگ بر روسیه حکومت کرد.

## ارزیابی و میراث

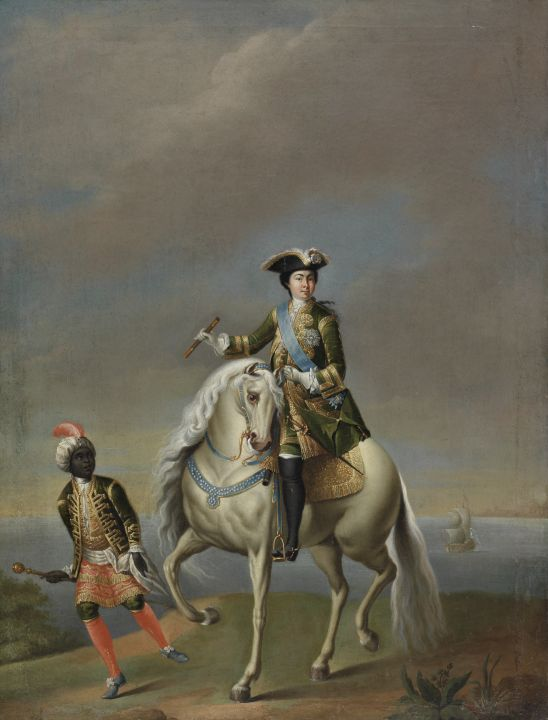
نگاره‌ای از کاترین یکم سوار بر اسب است به همراه یک غلام

کاترین نخستین زنی بود که به سلطنت روسیه امپریالیست حکومت کرد و راه قانونی را برای یک قرن تقریباً کاملاً تحت تسلط زنان، از جمله دخترش الیزابت و نوه‌اش کاترین دوم، گشود، که همگی به سیاست‌های پیتر بزرگ در نوسازی روسیه ادامه دادند. در زمان مرگ پیتر، ارتش روسیه، متشکل از ۱۳۰ هزار مرد و با ۱۰۰ هزار قزاق دیگر، بزرگ‌ترین کشور اروپا بود. با این حال، هزینه ارتش برای اقتصاد روسیه بد بود و حدود ۶۵ درصد از درآمد سالانه دولت را مصرف می‌کرد. از آنجا که ملت در صلح بودند، کاترین مصمم بود که مخارج نظامی را کاهش دهد. وی در بیشتر دوران سلطنت خود تحت کنترل مشاورانش بود. با این حال با کاهش هزینه‌های نظامی، کاترین توانست راه خود را ادامه دهد. تخفیف مالیاتی حاصل از دهقانان باعث شد تا شهرت کاترین اول به عنوان یک حاکم عادل و عادلانه به دست آید.
شورای عالی امتیازات قدرت را به دست یک حزب متمرکز سپرده بود و بنابراین اجرایی بود. در امور خارجه، روسیه با بی میلی به دفاع از منافع داماد کاترین، کارل فریدریش، علیه بریتانیا پیوست.
کاترین نام خود را به کاترینهاف در نزدیکی سن پترزبورگ داد و اولین پل‌ها را در پایتخت جدید ساخت. جایی که کاخ کاترین هنوز نام وی را بر آن وجود دارد. وی همچنین نام خود را بر پارک کادریورگ و شهر بعدی تالین، استونی، که امروز کاخ ریاست جمهوری استونی است، داد. به‌طور کلی، سیاست‌های کاترین منطقی و محتاطانه بود. داستان خاستگاه فروتنانه او توسط نسل‌های بعدی تزارها راز دولتی تلقی می‌شد.